# استان مندوسا
استان مندوسا یکی از ۲۳ استان آرژانتین، واقع در بخش مرکزی غرب آن – منطقه کویو – می‌باشد. این استان از شمال با استان سان خوآن، از شرق با استان سان لوئیس، از جنوب شرق با استان لا پامپا، از جنوب با استان نئوکن و از غرب با کشور شیلی هم‌مرز است.

## مشخصات
- مرکز: مندوسا
- مساحت: ۱۴۸۸۲۷ کیلومتر مربع
- جمعیت: ۱۶۹۲۰۰۰ نفر (تا ۲۰۰۵)
- فرماندار: سلسو خاکه

## تاریخچه
پیشینهٔ استان به سده‌ها پیش از میلاد می‌رسد. شواهدی مبنی بر زیست گروهی از ساکنان در حوضه آبریز رود آتوئل متعلق به ۳۰۰ سال پیش از میلاد در دست است. این ساکنان به شکار و پرورش ذرت، کدو تنبل و حبوبات مشغول بودند.
اندکی پس از ورود اسپانیایی‌ها به آن منطقه و در سال ۱۵۵۱ میلادی، شهر مندوزا توسط یک نظامی اهل اسپانیا به نام پدرو دل کاستیو بنا نهاده شد. با ایجاد نایب السلطنه‌ها، مندوزا با تمام ۳۰ هزار ساکنانش، قسمتی از این بخش ریودلاپلاتا گردید اما در سال ۱۸۱۳ م. خود را از سایر ایالات متمایز کرد.
زمین لرزهٔ سال ۱۸۶۱ شهر مندوزا را تقریباً به‌طور کامل نابود کرد. پس از آن تلاش‌هایی جهت بازسازی آن صورت گرفت. در ۱۸۸۵ م. خطوط راه‌آهن به استان رسید. به این ترتیب سیل کالاهایی چون شراب‌های مناطق مختلف به سوی بنادر بوئنوس آیرس روانه گشت.
تا سال ۱۸۱۲ م. مندوزا بخشی از استان کوردوبا بود و تا سال ۱۸۲۰ با نام استان کویو خوانده می‌شد.
در پی توسعه صنعت شراب سازی، پیرامون سال ۱۹۰۰ مندوزا به سرعت شروع به رشد کرد و ده‌ها هزار مهاجر اروپایی، به ویژه از اسپانیا، در این استان ساکن شدند. در سال ۱۹۳۹ نیز دانشگاه ملی کویو تأسیس شد.
در آن زمان سیاست‌های پوپولیستی رئیس‌جمهور وقت – خوان پرون – مبنی بر مالیات بندی سنگین بر بخش کشاورزی در جهت توسعه شهری و خدمات، زمینداران استان را بر آن داشت تا حزب محافظه کار دموکراتیک را به منظور حمایت از معاون فرمانداری تشکیل دهند. در سال ۱۹۶۳ این حزب با کسب اکثریت، معاون فرمانداری وقت - فرانسیسکو گابریلی - را به جای فرمانده ارنستو اولچی (و متحد رئیس‌جمهور آرتورو فروندیزی) نشاند. سه سال بعد و در پی کودتایی علیه رئیس‌جمهور – آرتورو ایلیا – فرانسیسکو گابریلی از سمت خود عزل شد اما در سال ۱۹۷۰ و از سوی همان رژیم نظامی، حاکم دو فاکتوی مندوزا شد.
این بار، برخلاف عملگرایی ای که گابریلی بین سال‌های ۱۹۶۳ تا ۱۹۶۶ از خود نشان داده بود، همگان شاهد سیاست‌های سرکوب گرایانه وی در راستای کسب امتیازات ویژه همانند همکاری با خرابکاران شیلیایی مخالف سالوادور آلنده بودند. سرانجام در آوریل ۱۹۷۲ و به دنبال تظاهراتی خشونت‌آمیز گابریلی برکنار شد.
با برقراری دموکراسی در مارس ۱۹۷۳، اهالی مندوزا به آلبرتو مارتینز – نماینده پرونیست متمایل شدند. او پس از تصویب اصلاحات ارضی و کار، با گروه مسلح و تندروی آن زمان – جنبش مونتونروس – ارتباط برقرار کرد. همین اشتباه زمینه‌های عزل او را در ژوئن ۱۹۷۴ فراهم آورد.
خولیو کوبوس در سال ۲۰۰۳ فرمانده مندوزا بود.

## جغرافیا و اقلیم
آب و هوای مندوزا قاره ای، گرم و خشک با تابستان‌های گرم و زمستان‌های سرد است. میزان بارش سالانه ۱۵۰ تا ۳۵۰ میلیمتر می‌باشد. خاک لم یزرع و درختچه‌های خشک زی مندوزا به علت این میزان اندک بارش و اختلاف دمای زیاد بین روز و شب است.
رودهای جاری در مندوزا: رودهای دساگادرو، مندوزا، تونویان، دیامانته و آتوئل

## اقتصاد
در سال ۲۰۰۶ استان مندوزا به سبب صنعت شراب سازی و تولید ۷۰ درصد کل شراب تولیدی کشور (۱۲۰۰ کارخانه و تولید ۱/۱ میلیارد لیتر در سال ۲۰۰۵) رتبهٔ پنجم کشور را دارا بود. اقتصاد مندوزا در بخش کشاورزی با اینکه ۷ درصد کل اقتصاد کشور را تشکیل می‌دهد، محصولات گوناگونی چون سیب، گلابی، گوجه فرنگی، پیاز، آلو، گیلاس، زیتون، به و هلو تولید می‌کند. از دیگر فعالیت‌های درآمدزای آن می‌توان به پرورش زنبور عسل (۳۰ هزار کندو)، معادن اورانیوم، نفت (۱۴ درصد ذخایر ملی) و آهک، صنعت توریسم (جاذبه‌های جهانگردی مانند مرکز اسکی لاس لنیاس، کوه آکونکاگوا، پارک‌های تفریحی) اشاره نمود.

## تقسیمات سیاسی
استان مندوزا به ۱۸ بخش تقسیم می‌شود.
۱ –بخش مندوزا ۲ – بخش خنرال آلبه آر ۳ – بخش گودوی کروز ۴ – بخش ویا نووا ۵ – بخش خونین ۶- بخش لاپاز ۷ – بخش لاس اراس ۸ – بخش ویاتولومایا ۹ – بخش لوخان د کویو ۱۰ – بخش مایپو ۱۱ – بخش مالارگه ۱۲- بخش ریواداویا ۱۳ – بخش سان کارلوس ۱۴ – بخش سان مارتین ۱۵ – بخش سان رافائل ۱۶ – بخش سانتاروزا ۱۷ – بخش تونویان ۱۸ – بخش توپونگاتو